# Theodoor Rombouts
Theodoroor Rombouts (Antwerpen, 1597. július 2. – Antwerpen, 1637. szeptember 14.) flamand festő, kora antwerpeni művészeti köreinek vezető alakja volt. Annak ellenére, hogy rövid élete során nagyra értékelték munkáját, neve és öröksége halála után gyorsan elhalványult. Rövid pályafutása során Rombouts remekül keverte az észak- és dél-európai művészeti hatásokat, és a flamand karavaggista stílus kiemelkedő zsánerfestőjévé vált. Változatos életművének alkotásai közül vitathatatlanul a legszembetűnőbbek monumentális, eleven és olykor moralizáló életképei, tele elegáns alakokkal és zenészekkel.

## Élete
Rombouts Antwerpenben született Bartholomeus Rombouts gazdag szabó és Barbara de Greve fiaként. Festészeti tanulmányait 1608-ban Frans (Franchois) van Lanckveltnél kezdte, később Abraham Janssens és valószínűleg Nicolas Régnier voltak a mesterei Antwerpenben. 1616-ban Rómába utazott, ahol a Sant'Andrea delle Fratte plébánián jegyezték fel két másik flamand festővel, Francesco Tornellivel (Tournier?) és Robert d'Orteillel. Közel tíz évnyi olaszországi vándorlása során Caravaggio (1571–1610) és utódja, Bartolomeo Manfredi (1582–1622) stílusa ihlette meg.
1625-ös antwerpeni visszatérése után, a Szent Lukács céh mestere lett. 1627-ben feleségül vette a mecheleni nemesi családból származó Anna van Thielent. Az esküvő utáni évben a párnak egy lánya született.
1628 és 1630 között Rombouts az antwerpeni céh diakónusa volt. 1635-ben más művészekkel együtt részt vett Ferdinánd spanyol bíboros-infáns, Dél-Németalföld kormányzójának bevonulását megörökítő dekorációs programban, amely Rubens általános irányítása alatt állt. Nem sokkal e projekt befejezése után Antwerpenben halt meg 40 évesen. Neve és munkássága halála után gyorsan feledésbe merült.
Rombouts tanítványai Nicolaas van Eyck, feleségének fivére Jan Philip van Thielen és Paulus Robyns voltak.

## Munkái
Képein eredeti módon egyesítette az észak- és dél-európai művészeti áramlatokat, és saját művészi látásmódot alakított ki. Munkáin a fény speciális kezelése és a realizmus nemcsak a tárgyak és a figurák részletezően pontos, valósághű ábrázolását jelenti, ennél sokkal fontosabb, hogy az eseményt a néző számára a fizikai megtapinthatóság fokáig hozza közel. Az alakok elegánsak, néhol fenségesek, ám a jelenetek fő témája a mindennapi élet. Rombouts lila, piros és kék tónusokkal ötvözi személyes színpalettáját. Egy szabó fiaként különösen jó szeme van a textilekhez, amelyeket szinte kézzelfoghatóan ábrázol. Átgondolt, szinte színpadias kompozícióiban népies figurákat jelenít meg, akiket elegáns jelmezeik feldobnak. Főleg profán alkotásai vidám társaságokat, zenészeket, kártyajátékosokat ábrázoltak, ám emellett a monumentális, vallásos jelenetek és a politikai üzeneteket rejtő allegóriák is részei életművének, mint például Szent Péter tagadása, Krisztus kiűzi a pénzváltókat a templomból és Az öt érzék allegóriája. Bizományban és polgári megbízásra dolgozott, gyakran Gent mecénásai részére. 

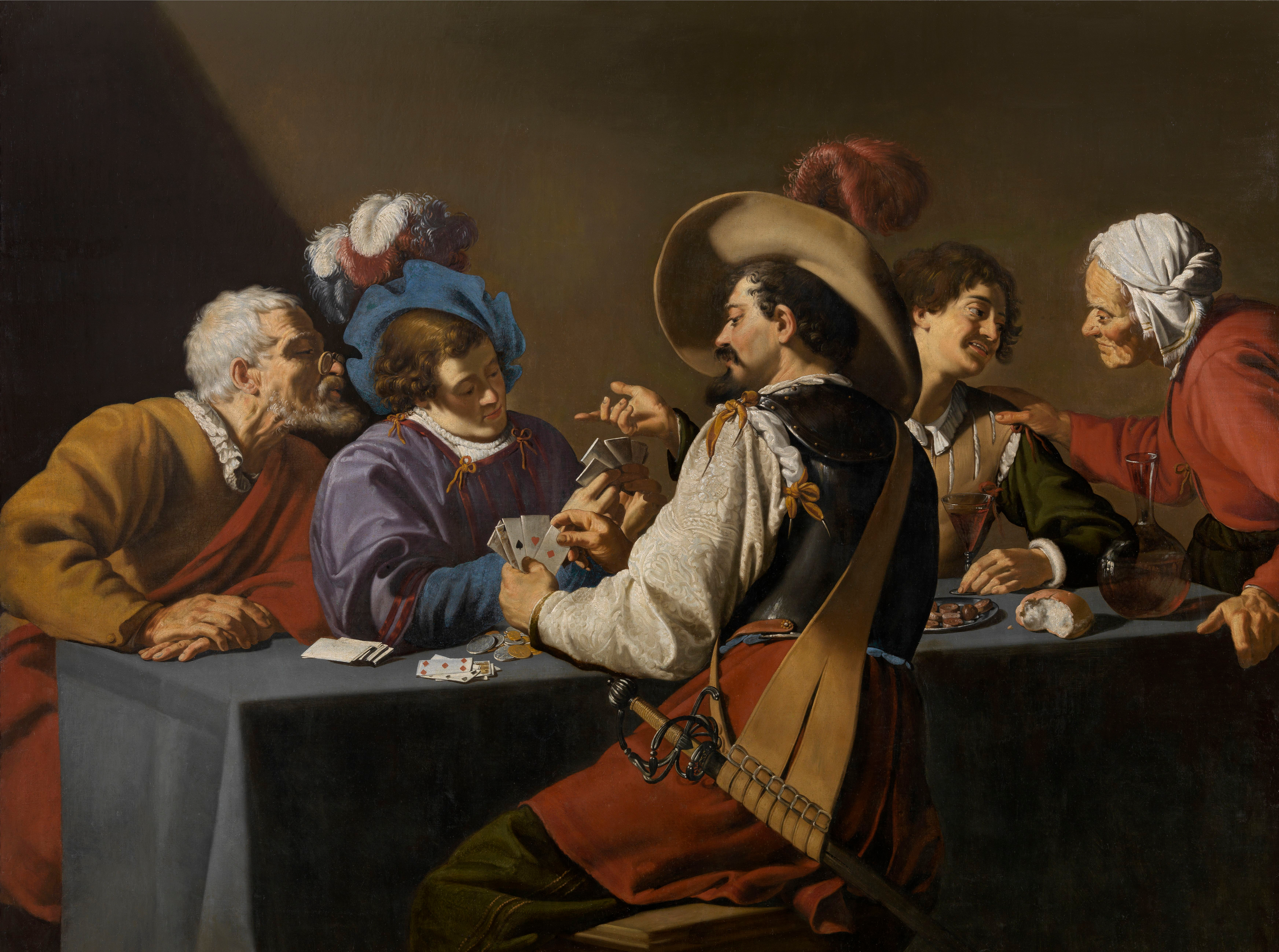
Kártyázók 1627–1632 között (Antwerpeni Királyi Szépművészeti Múzeum)
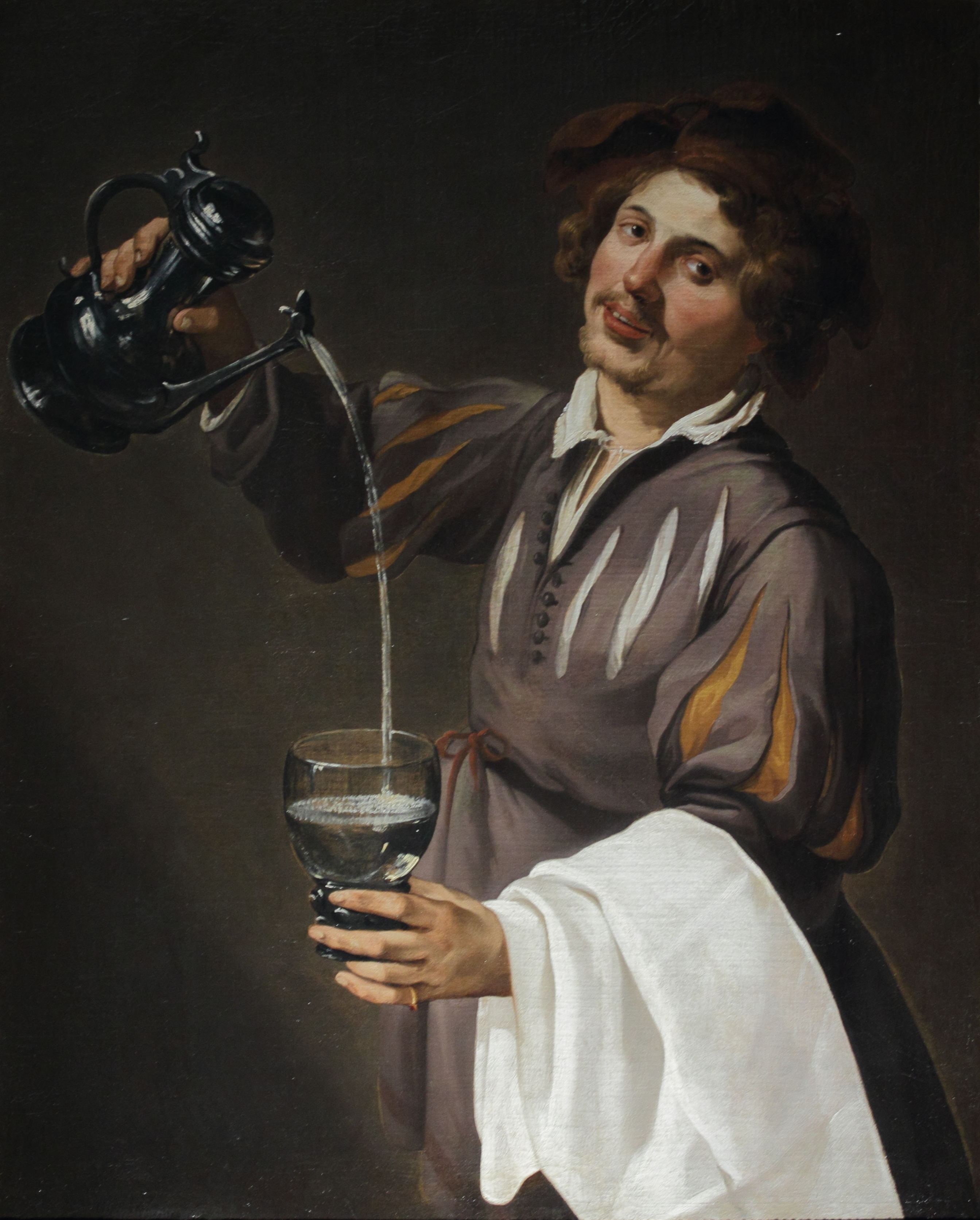
A mértékletesség allegóriája 1625–1632 között (Antwerpeni Királyi Szépművészeti Múzeum)
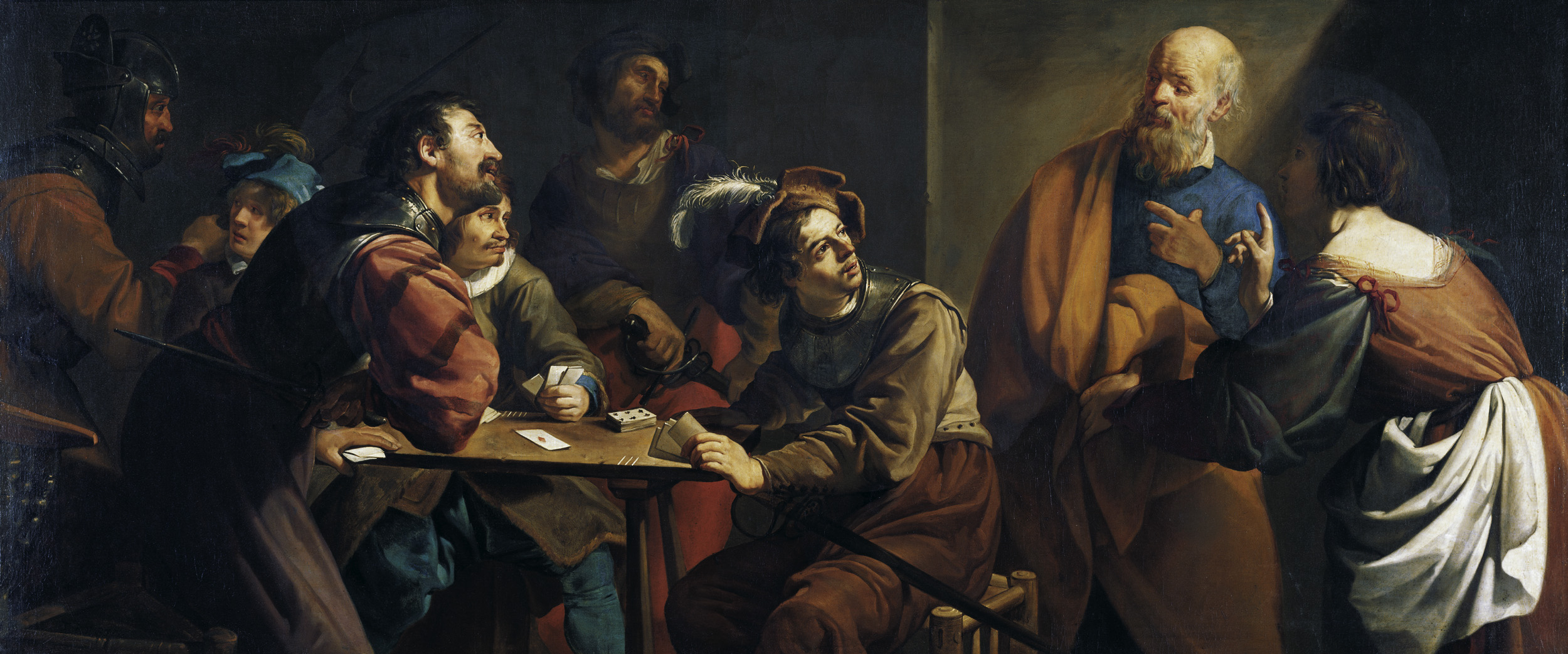
Szent Péter tagadása 1625 körül (Antwerpeni Királyi Szépművészeti Múzeum)
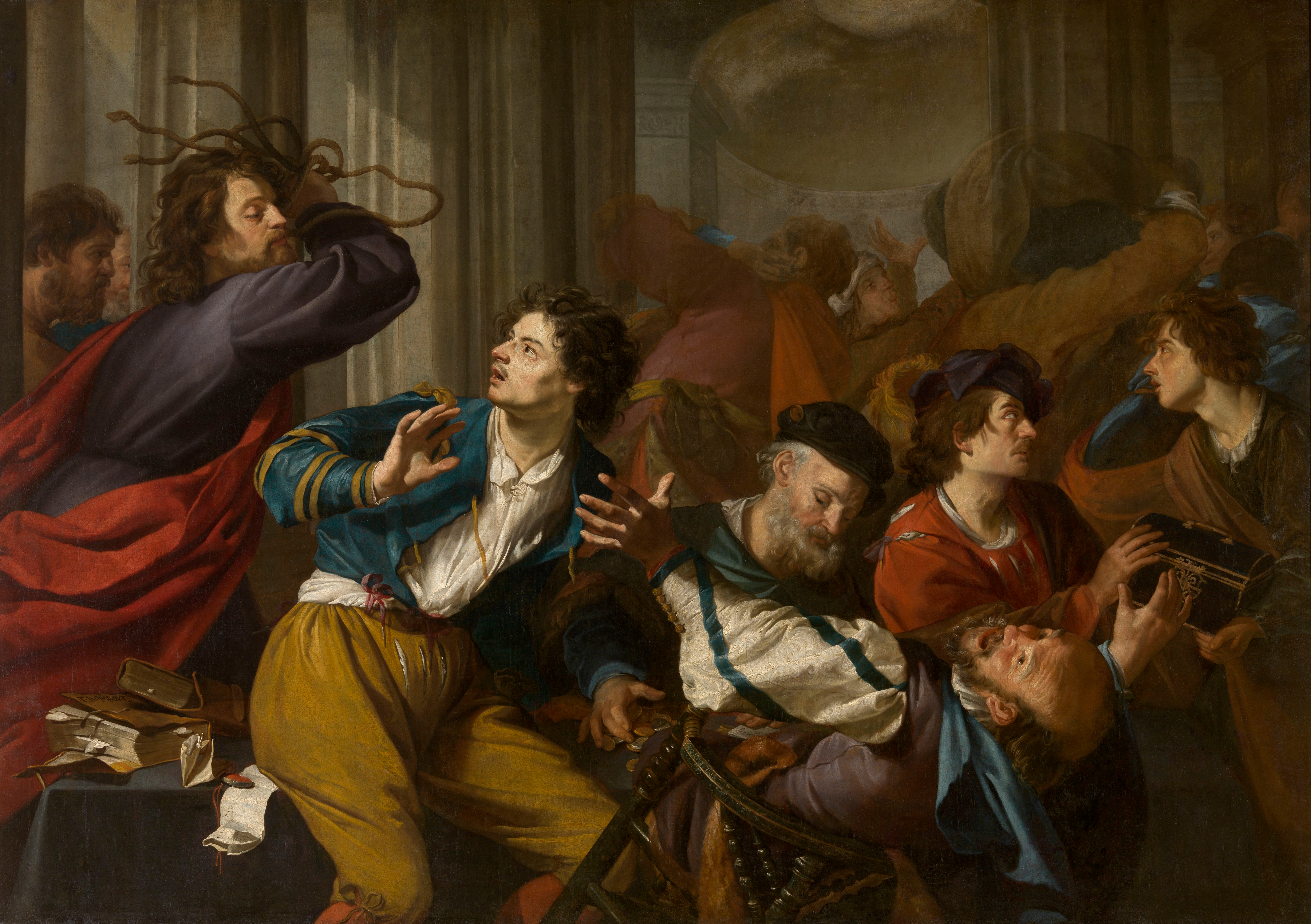
Krisztus kiűzi a pénzváltókat a templomból 1625 körül
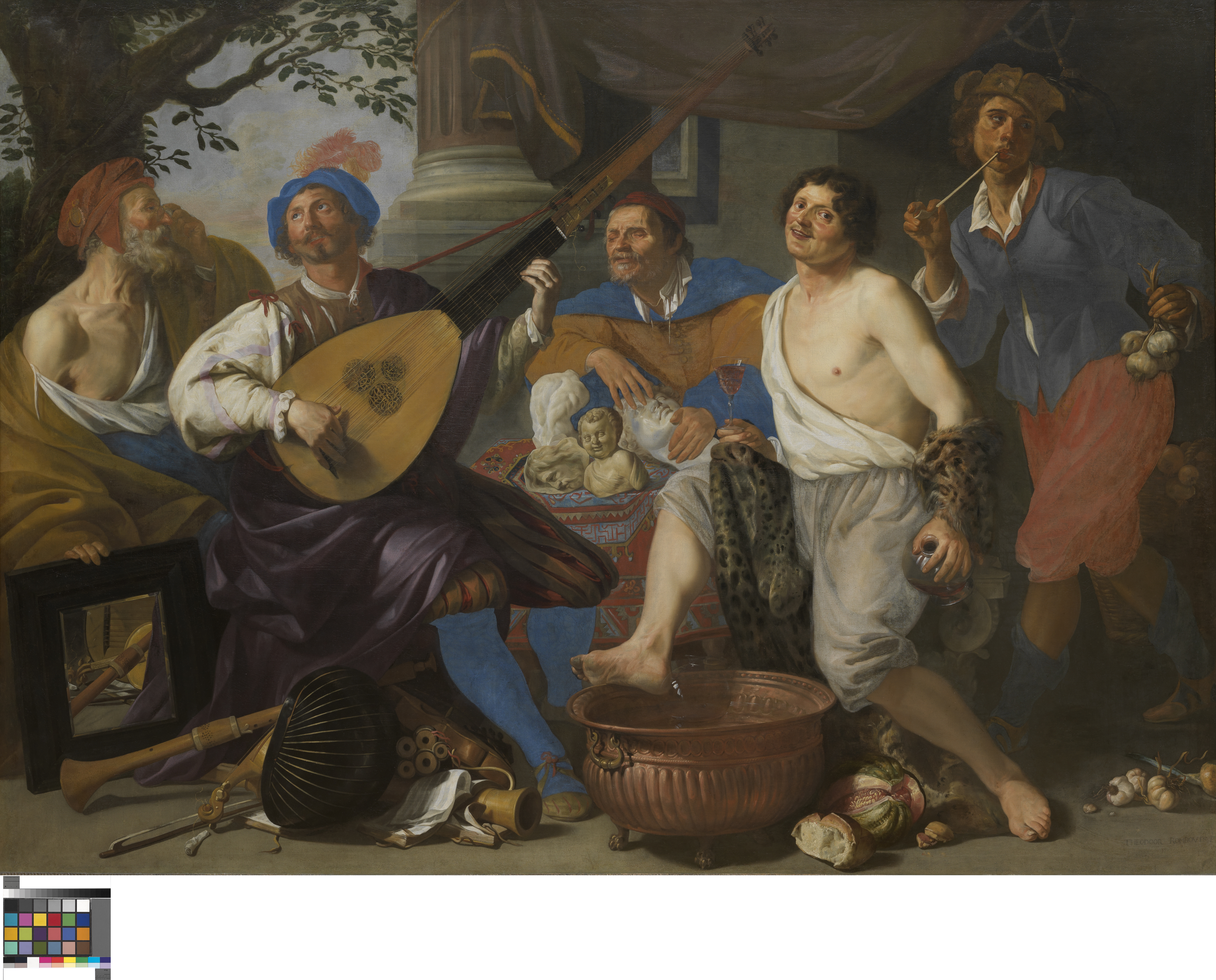
Az öt érzék allegóriája 1632. (Genti Szépművészeti Múzeum)

### Korai festményei
Kezdeti munkái mestere, Abraham Janssens stílusában készültek, aki az egyik legkorábbi Caravaggio stílusát követő flamand művész volt, erős klasszicista stílusjegyekkel. A Cephalus és Procris című korai képén, a háromdimenziós kompozíció és klasszikus formahasználat egyértelműen Janssens hatásának köszönhető.
A művész olasz korszakából származik A két zenész című festmény, ahol a tipikusan olasz ruházat, a modoros pózok, a tér homályos megjelölése, a fejek, kezek és drapériák sztereotip megjelenítése már az 1625 utáni, életképeinek stílusára utalnak.

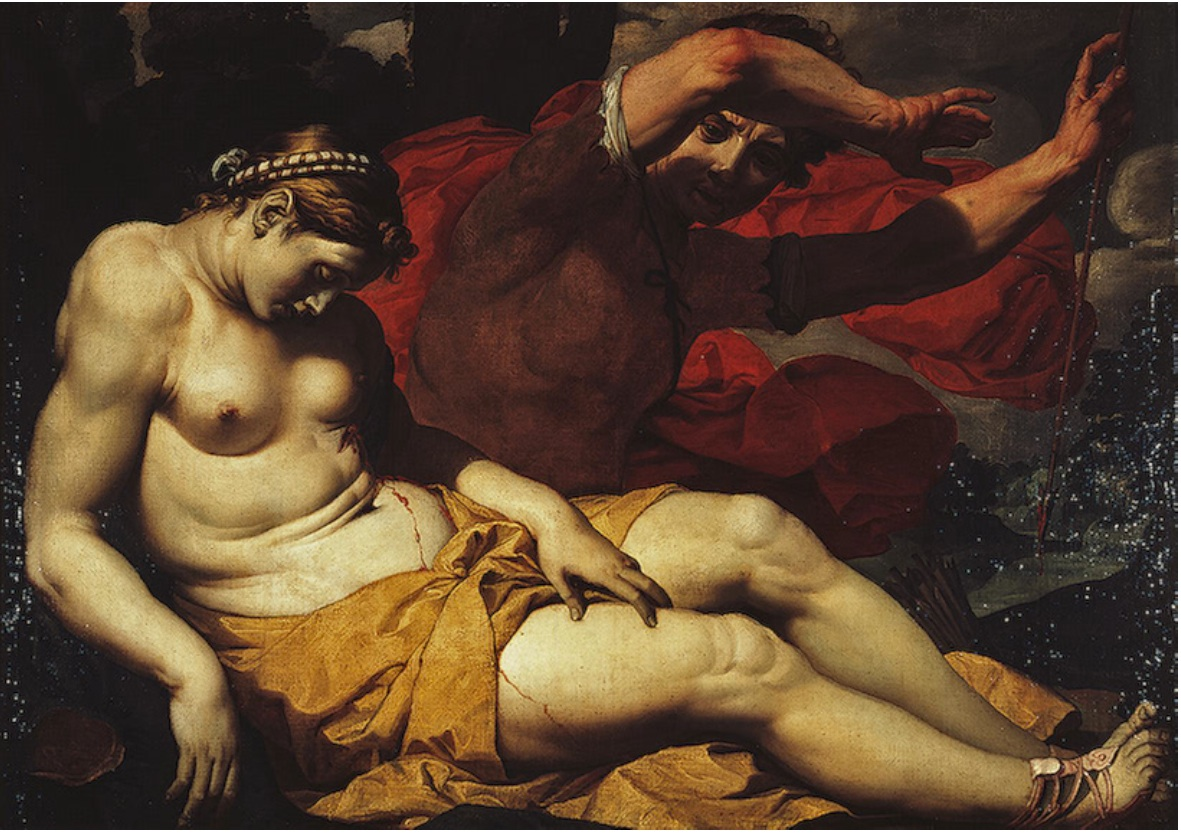
Cephalus és Procris 1610 körül (Ermitázs)
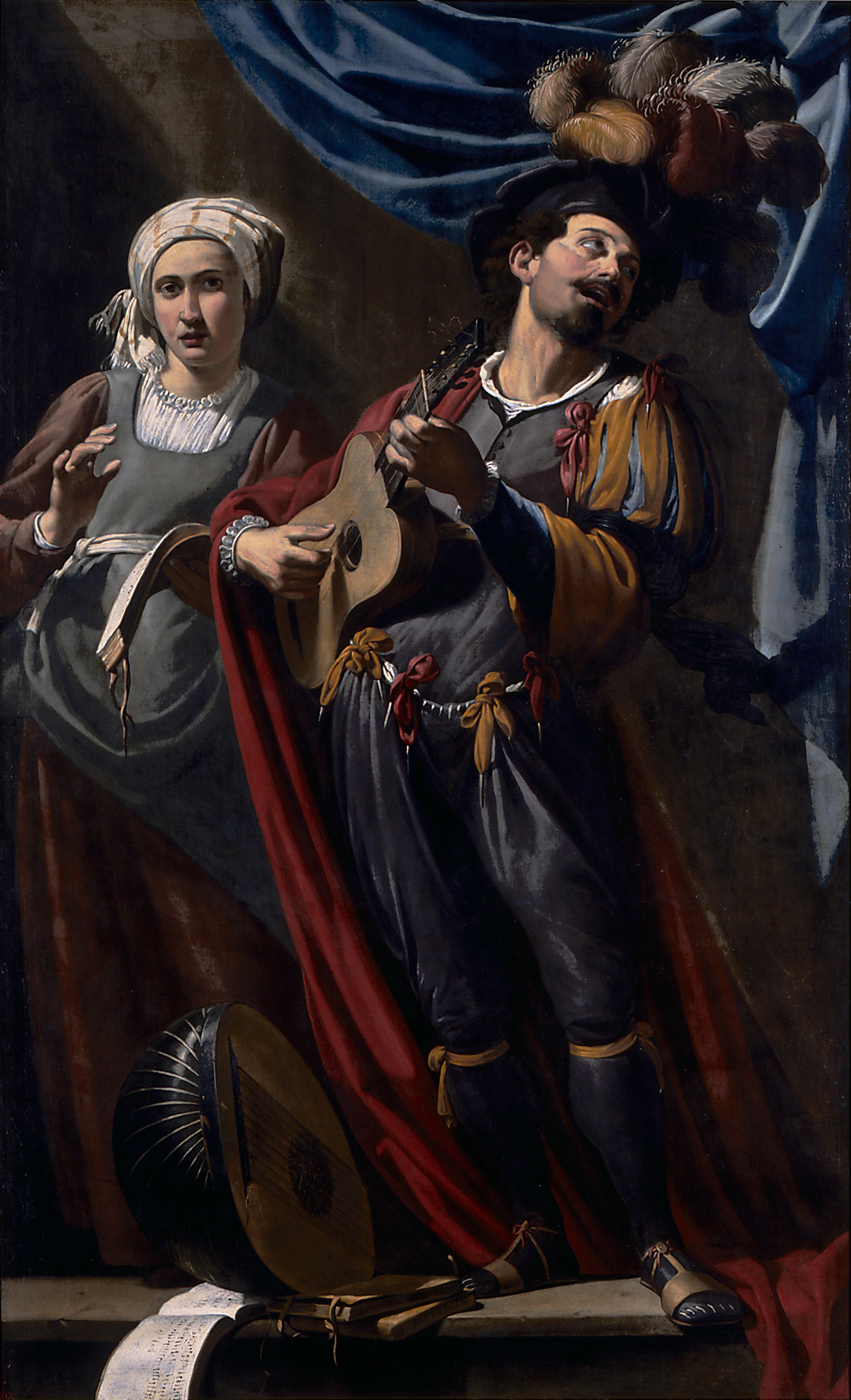
Két zenész 1616–1625 között (Spencer Művészeti Múzeum)
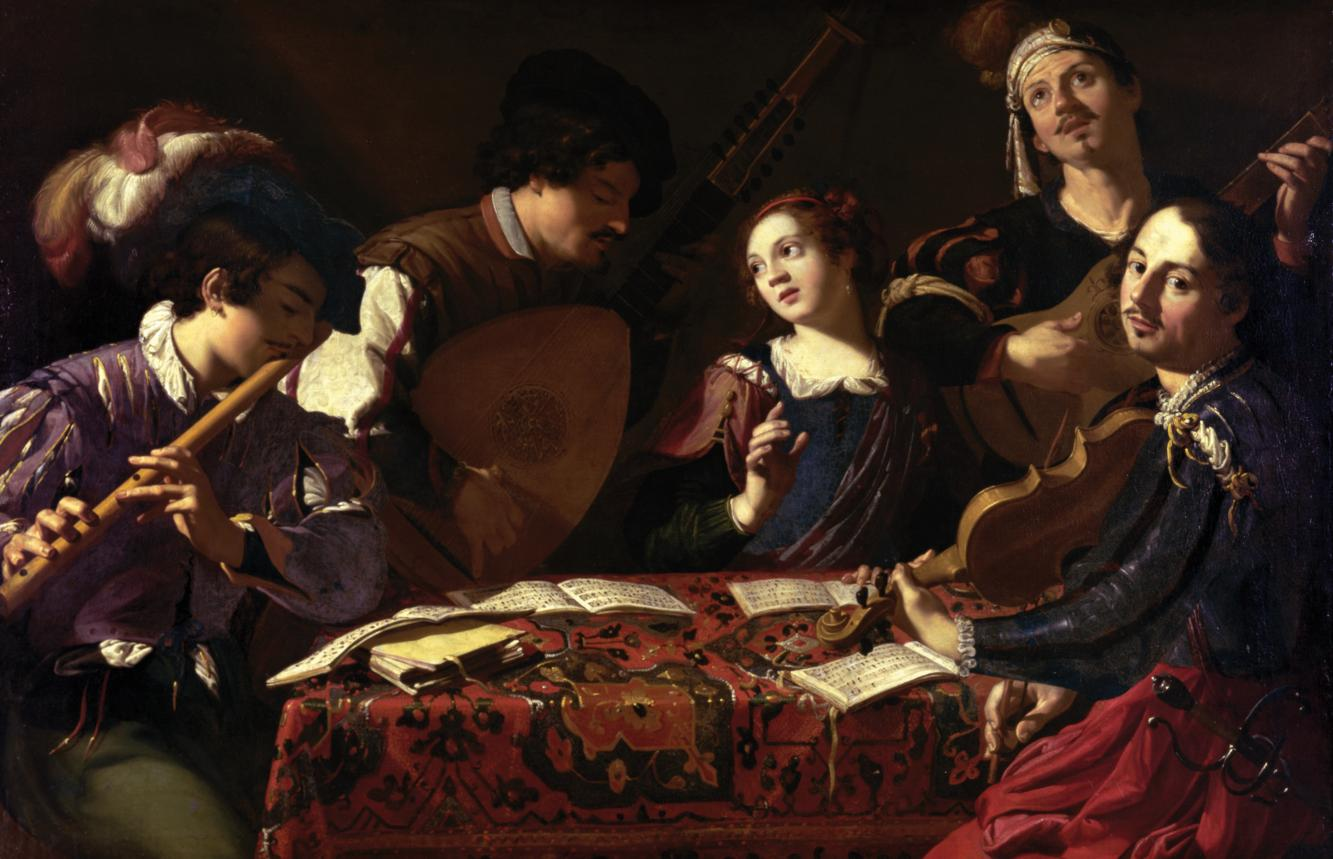
A koncert 1620 körül (Cummer Művészeti Múzeum)

### Életképei

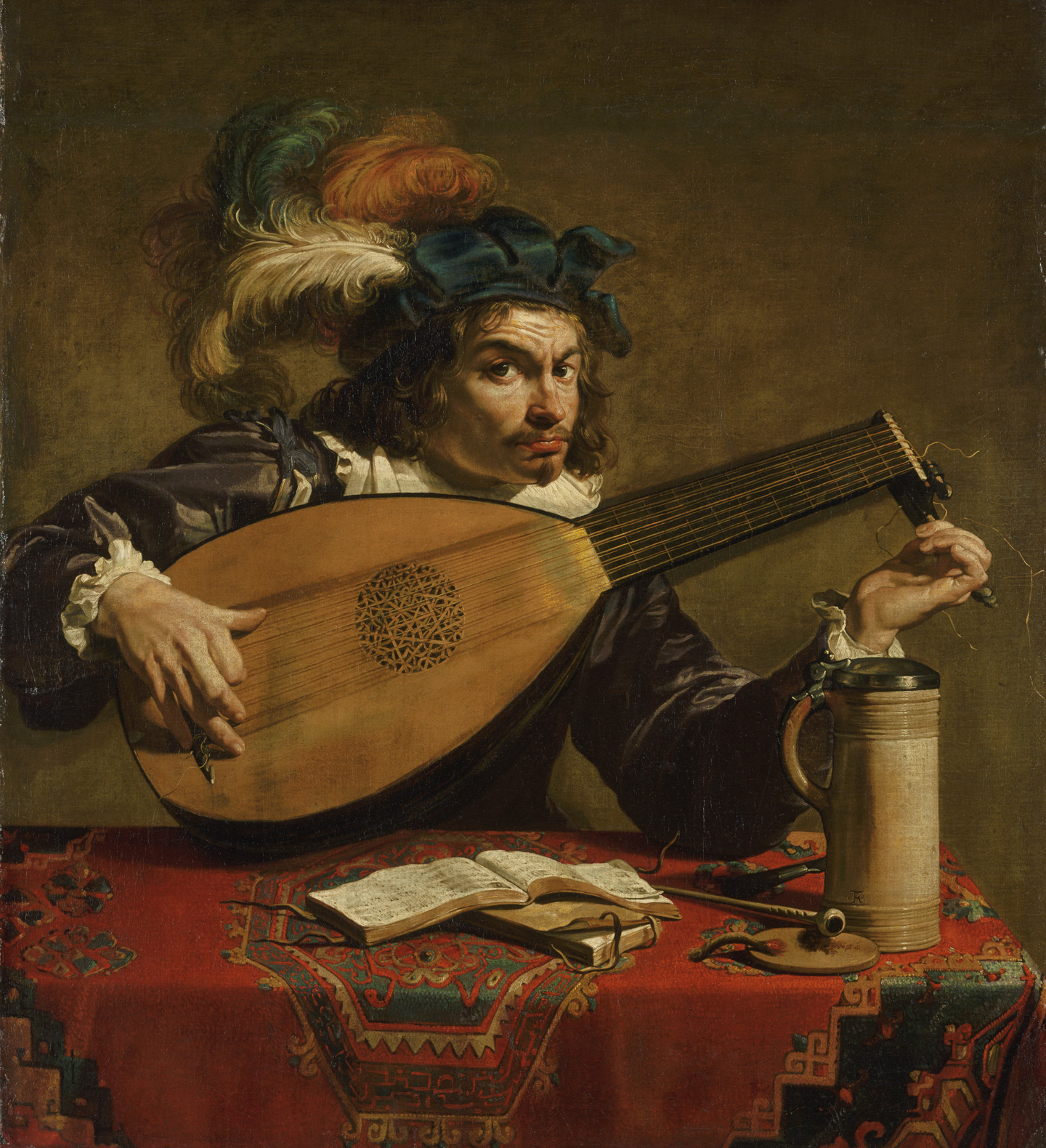
Lantos 1625. (Philadelphiai Művészeti Múzeum)

Rombouts Olaszországból való visszatérése után, a dél-hollandiai Caravaggio-mozgalom (1620 és 1640 között) virágkorában igazán sikeres volt. 1625 utáni munkái valósághűek és kifejezőek. Festményeit a chiaroscuro használata, a vízszintes formátum és a markáns, olykor szoborszerűnek tűnő alakok jellemzik. A képek kompozíciójában az átlók és a perspektíva-rövidítés illuzórikus használata kiemelkedő. A jelenetek szereplői gyakran félalakosak és széles gesztusokkal juttatják kifejezésre érzelmeiket, tekintetük a kép határain túlra néz, ezzel szinte a szemlélőt is belevonják a kép terébe, így növelve az ábrázolt esemény érzelmi hatását.
Rombouts volt az első flamand festő, aki férfi vagy női zenészekről portrét készített. Valószínű, hogy ezekhez a képeihez olasz útja adott mintát. Rombouts Lantos című munkája kiválóan példázza ezeket a képeket, amelynek ábrázolásmódját később több más flamand festő, mint Jacob Jordaens, Gonzales Coques, Jan Cossiers, és Gillis Remeeus is átvette.
Rombouts műveinek visszatérő témája az öt érzék és a hét halálos bűn allegórikus ábrázolása.
A Lantos például nem csupán egy zenész portréja, hanem a kompozícióban szereplő tárgyakon keresztül utal az öt érzékszervre is: hallás – a lant, ízlelés – a kupa, a szaglás – a pipa, a látás – a kotta, és a tapintás – a kés. A kártya- és backgammon játékosok, Harc a kártyákért című kép fő témája a féktelen harag.  A harag halálos bűnének moralizáló ábrázolása évszázadok óta hagyomány volt az északi művészetben.
Rombouts zsánerképein rendszeresen megfestette felesége, kislánya és saját képmását is. Erre Anthony van Dyck, Rombouts és Rombouts felesége lányukkal készült két medálportréja ad bizonyosságot.  Például a Zenei társaság Bacchusszal képen a kompozíció közepén látható pár Romboutst és feleségét ábrázolja, mint ahogyan a backgammon játékosokat ábrázoló kép három központi alakját is saját családjáról mintázta.

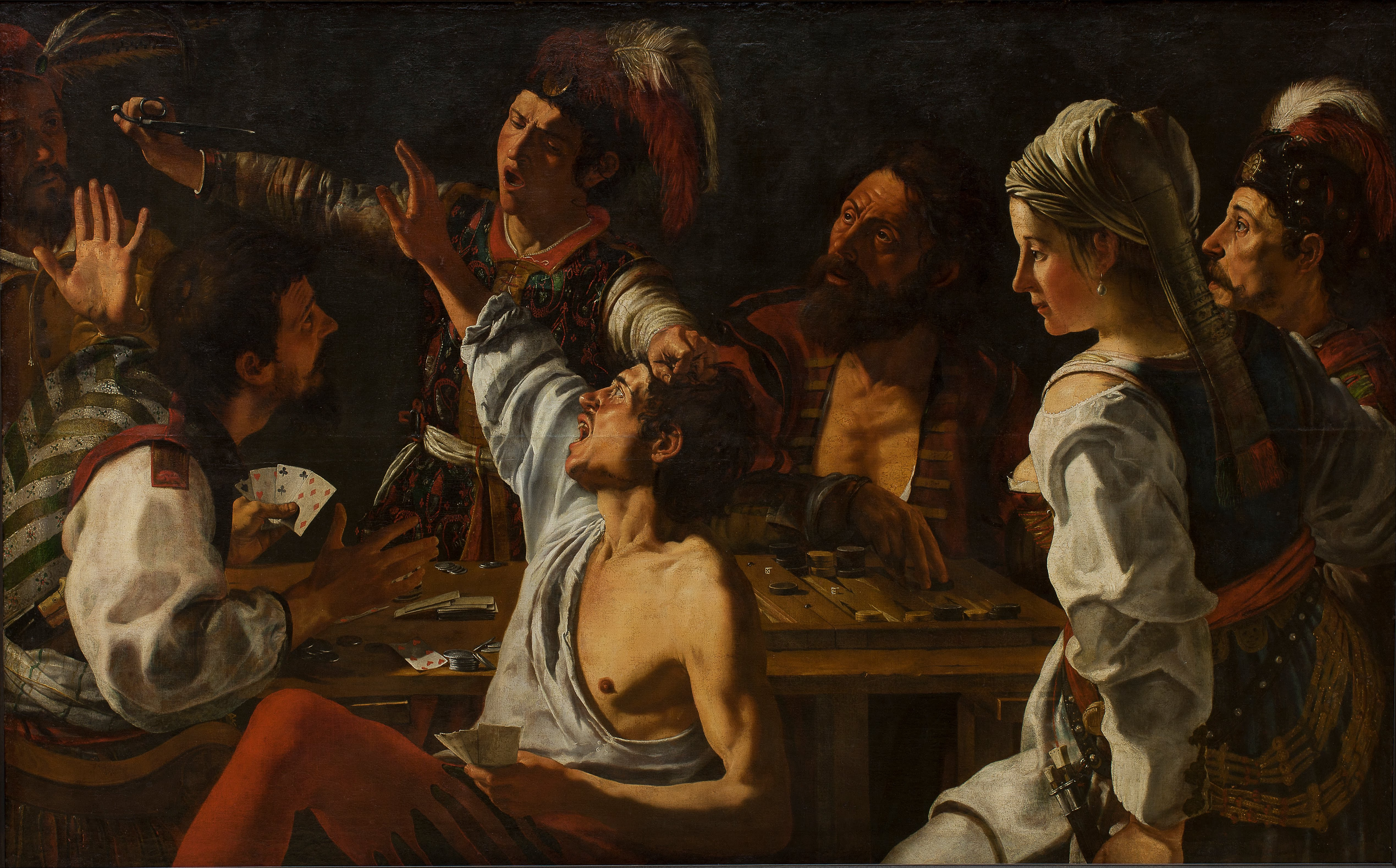
A kártya- és backgammon játékosok, Harc a kártyákért 1620–1630 között, (Dán Nemzeti Galéria)
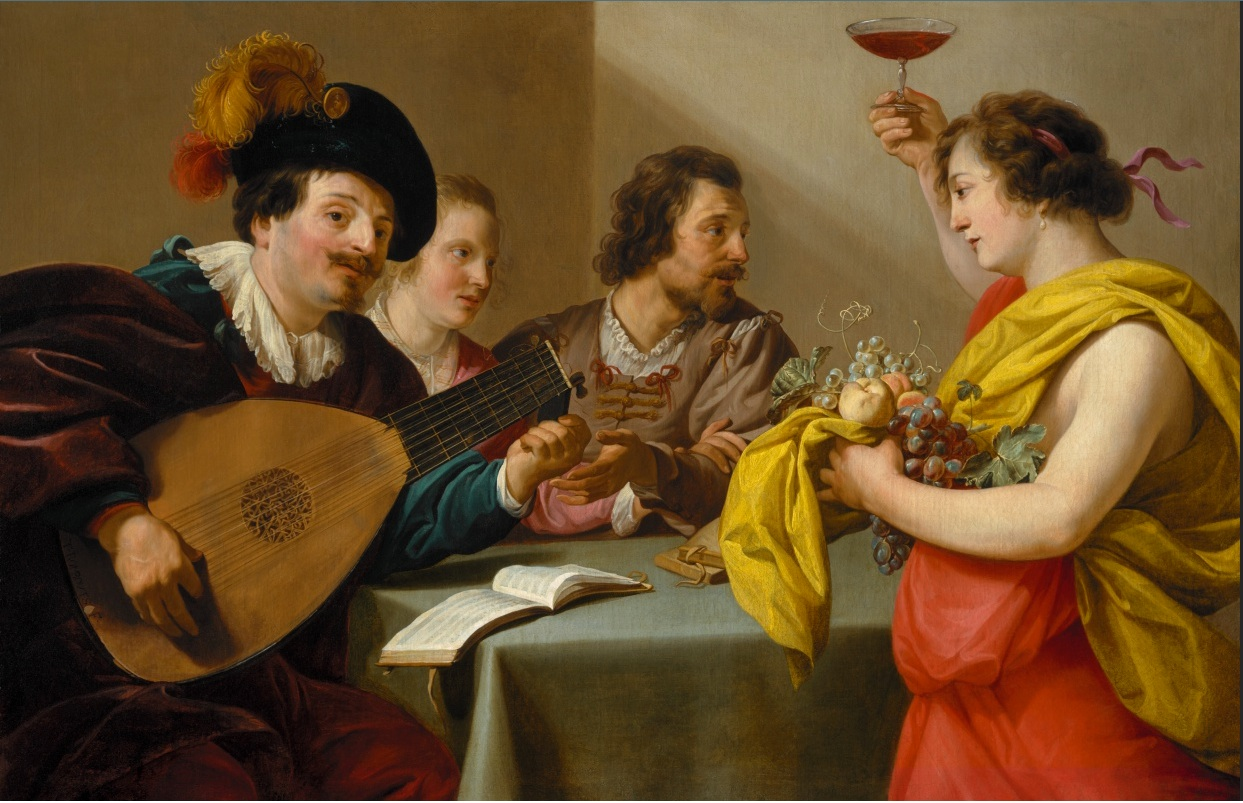
Zenei társaság Bacchusszal 1630. (Kremer Gyűjtemény)
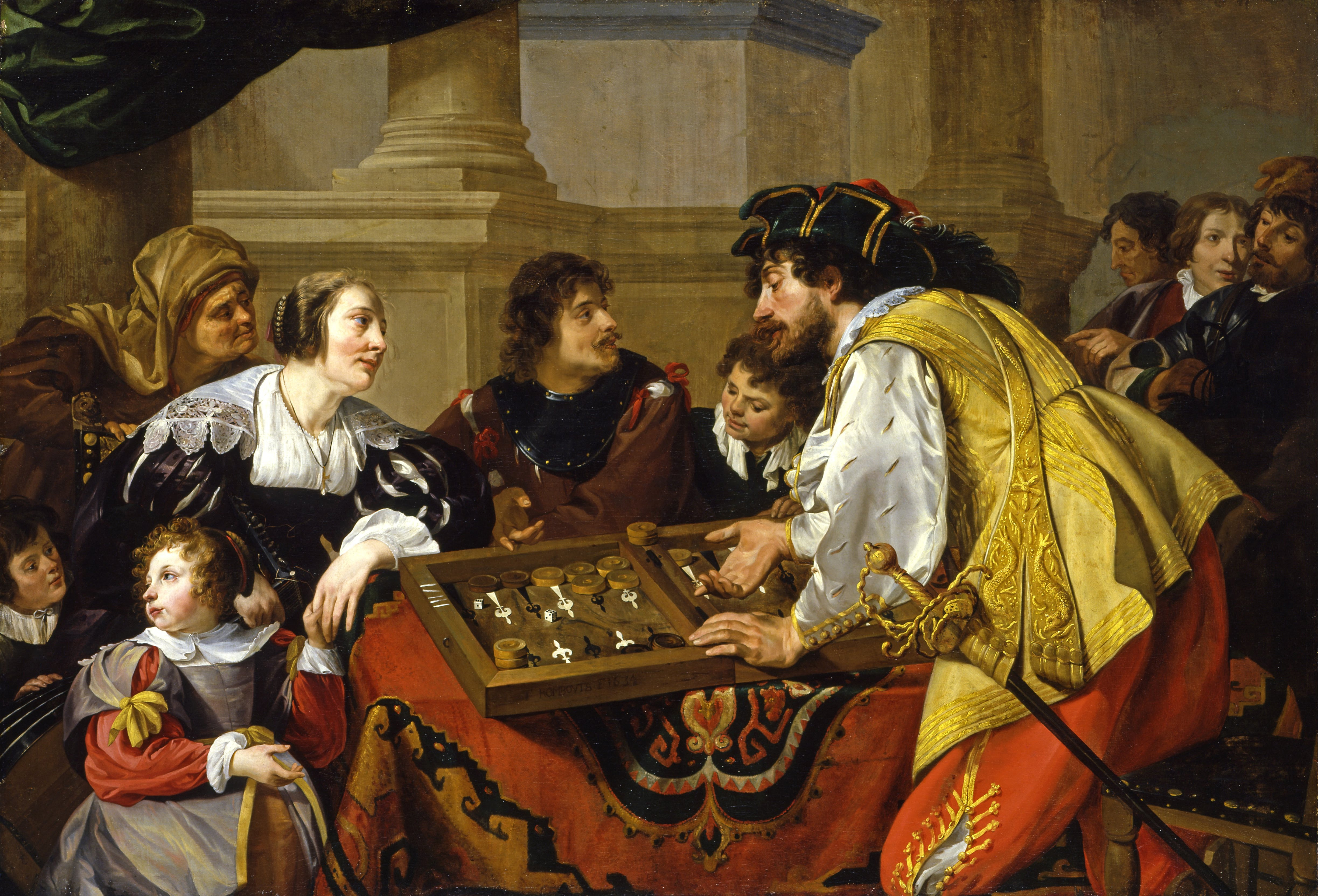
Backgammon játékosok 1634. (Észak-Karolinai Művészeti Múzeum)

### 1630 utáni művei

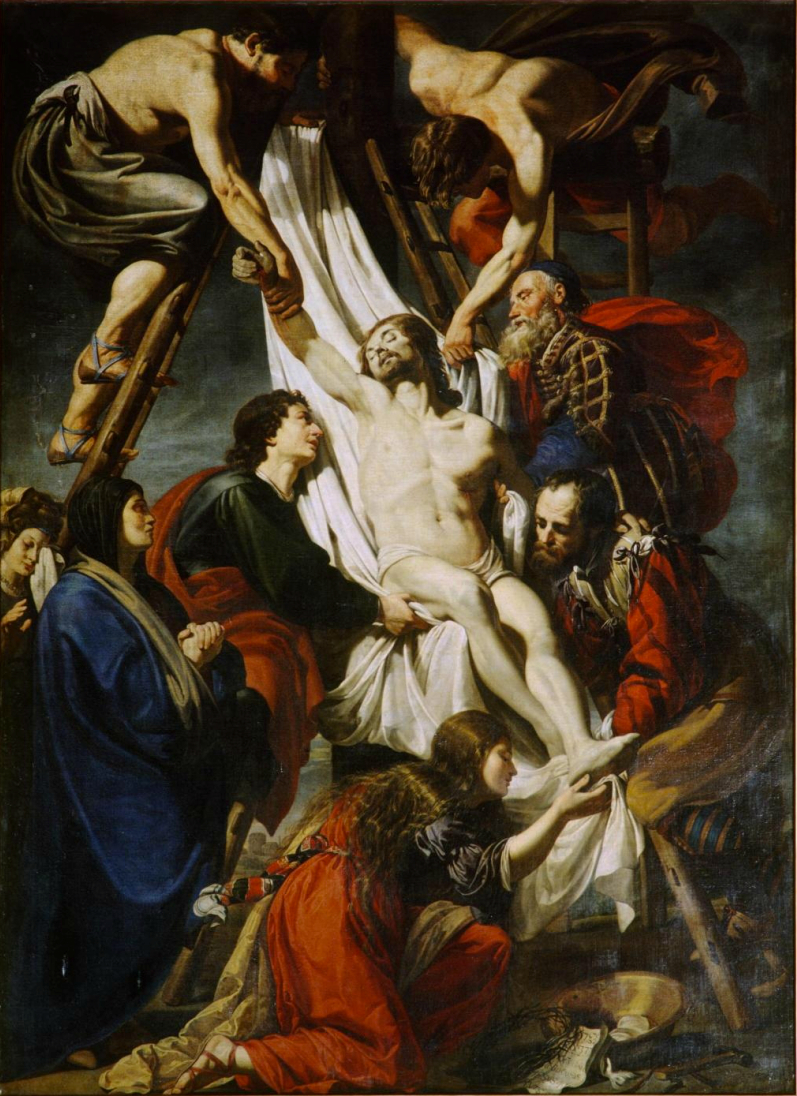
Levétel a keresztről 1636. (St Bavo Katedrális, Gent)

1630 utáni alkotásain a korábban oly erőteljes fény-árnyékeffektusok már csillapodnak, és a mérsékeltebb megvilágítás, a simább átmenetek, és a világosabb színhasználat lett a jellemző.  Ez a stílus közelít Rubens munkásságához. Egyik késői alkotása, a Levétel a keresztről közvetlenül idézi Rubens ugyanerről a témáról nagyjából két évtizeddel korábban készített festményét, amely az antwerpeni katedrálisban látható.

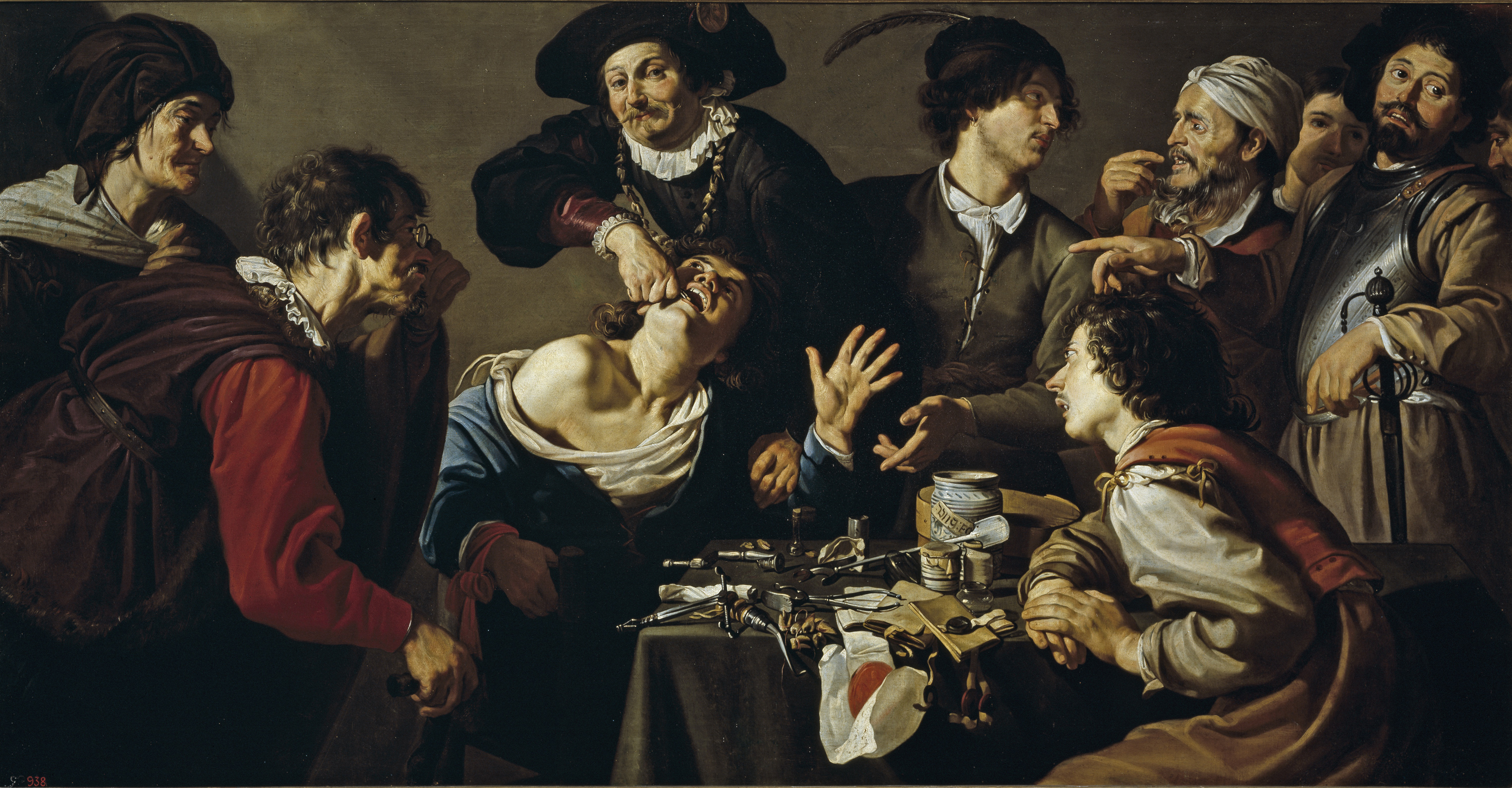
A foghúzó sarlatán (Prado)
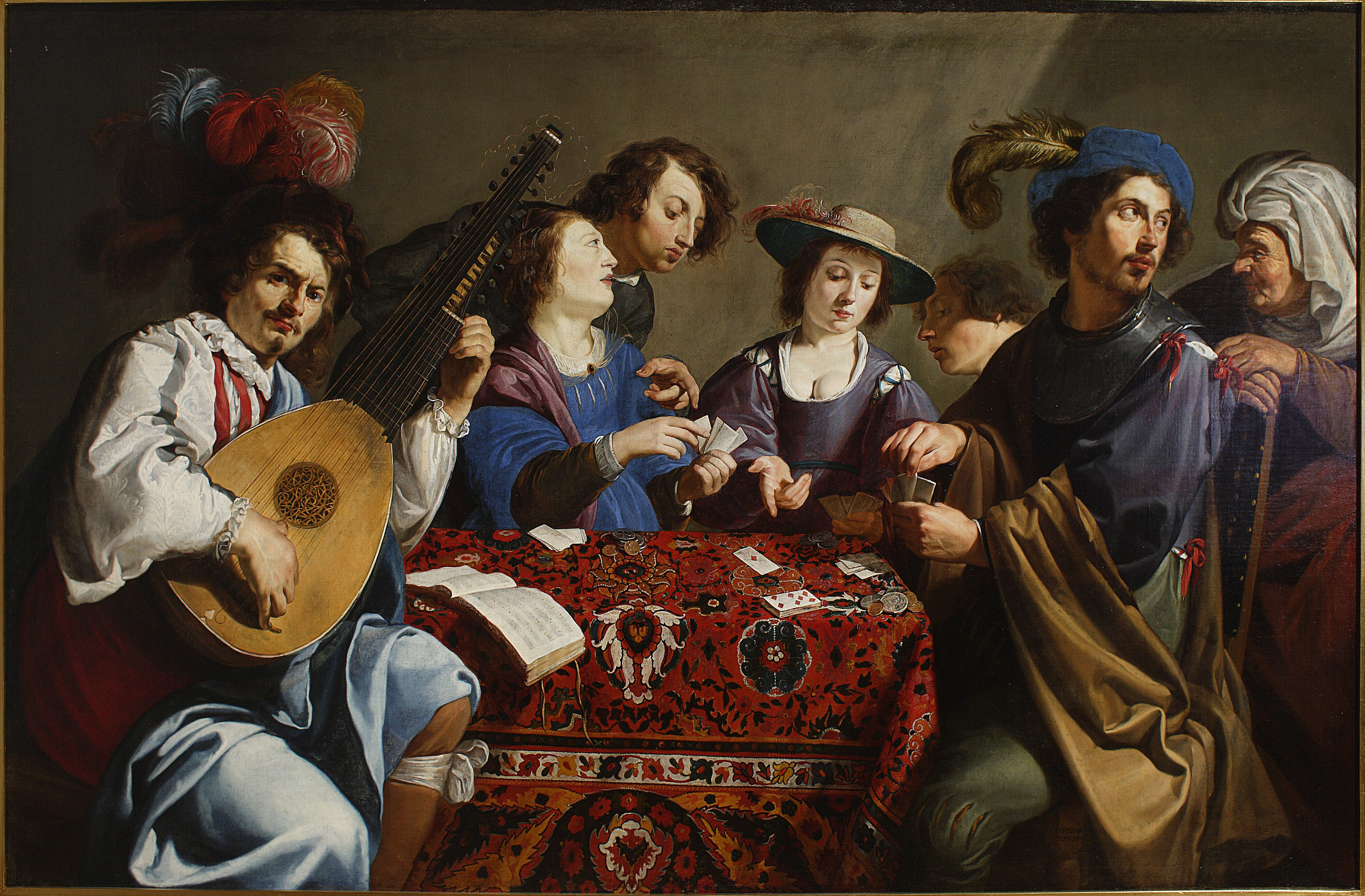
Kártyázók 1635. (Varsói Nemzeti Múzeum)

## Fordítás
Ez a szócikk részben vagy egészben  a   Theodoor Rombouts című angol Wikipédia-szócikk fordításán alapul.  Az eredeti cikk szerkesztőit annak laptörténete sorolja fel. Ez a jelzés csupán a megfogalmazás eredetét és a szerzői jogokat jelzi, nem szolgál a cikkben szereplő információk forrásmegjelöléseként.

## További információ
- FOGHÚZÁS SARLATÁN MÓDRA? – mini tárlatnézés Tátrai Júliával, a Rubens kiállítás kurátorával
- Der Große Brockhaus 15. kiadás, 16. k. (Roc–Schq). Lipcse: F.A. Brockhaus, 1933. 61. o. (németül)
- A Genti Szépművészeti Múzeum időszaki kiállítása (2023. január 21–április 23.) Theodoor Rombouts A flamand karavaggizmus virtuóza címmel